# Titus van der Laars
Tiete (Titus) van der Laars (Leeuwarden, 6 augustus 1861 – Hilversum, 27 april 1939) was een Nederlands ontwerper, tekenaar en heraldicus.

## Biografie
Van der Laars volgde in Leeuwarden de HBS waarna hij werd opgemerkt door de tekenleraar Willem Molkenboer. Dankzij hem volgde hij daarna lessen aan de Rijksschool voor Kunstnijverheid Amsterdam, later aan de Rijksakademie van beeldende kunsten te Amsterdam. Vervolgens trad hij in dienst van het architectenbureau van Pierre Cuypers en Eduard Cuypers waarbij hun gotische stijl van werken ook Van der Laars beïnvloedde. Hij richtte daarna een eigen atelier op en werd benoemd tot docent aan de Rijksschool voor Kunstnijverheid in Amsterdam, waar hij zijn oude leermeester Georg Sturm opvolgde. Hij werd tevens benoemd tot docent in de heraldiek aan het Voortgezet en Hooger Bouwkunst Onderwijs te Amsterdam. In 1927 ging hij met pensioen en vestigde zich te Hilversum waar hij wel tekenlessen bleef geven.
In 1913 publiceerde hij zijn eerste grote werk: Wapens, vlaggen en zegels van Nederland. Geschiedkundige bijdragen omtrent wapens van Nederland en zijne provinciën, van het Koninklijk Huis, enz. dat nog tot in 1989 werd herdrukt. Al eerder had hij de zogenaamde Kroningskalender ontworpen voor het Nieuws van den Dag en stambomen van het Nederlandse koningshuis voor de NRC. Hij werkte ook mee aan de tweedelige uitgave met onder andere Nederlandse gemeentewapens van de Koffie Hag-albums waarvoor zijn zoon Sytze Gerke van der Laars de wapentekeningen maakte. Van der Laars overleed een jaar na die zoon, in 1939, op 77-jarige leeftijd.
Titus was lid van de Amsterdamse kunstenaarsvereniging Sint Lucas.

## Bibliografie

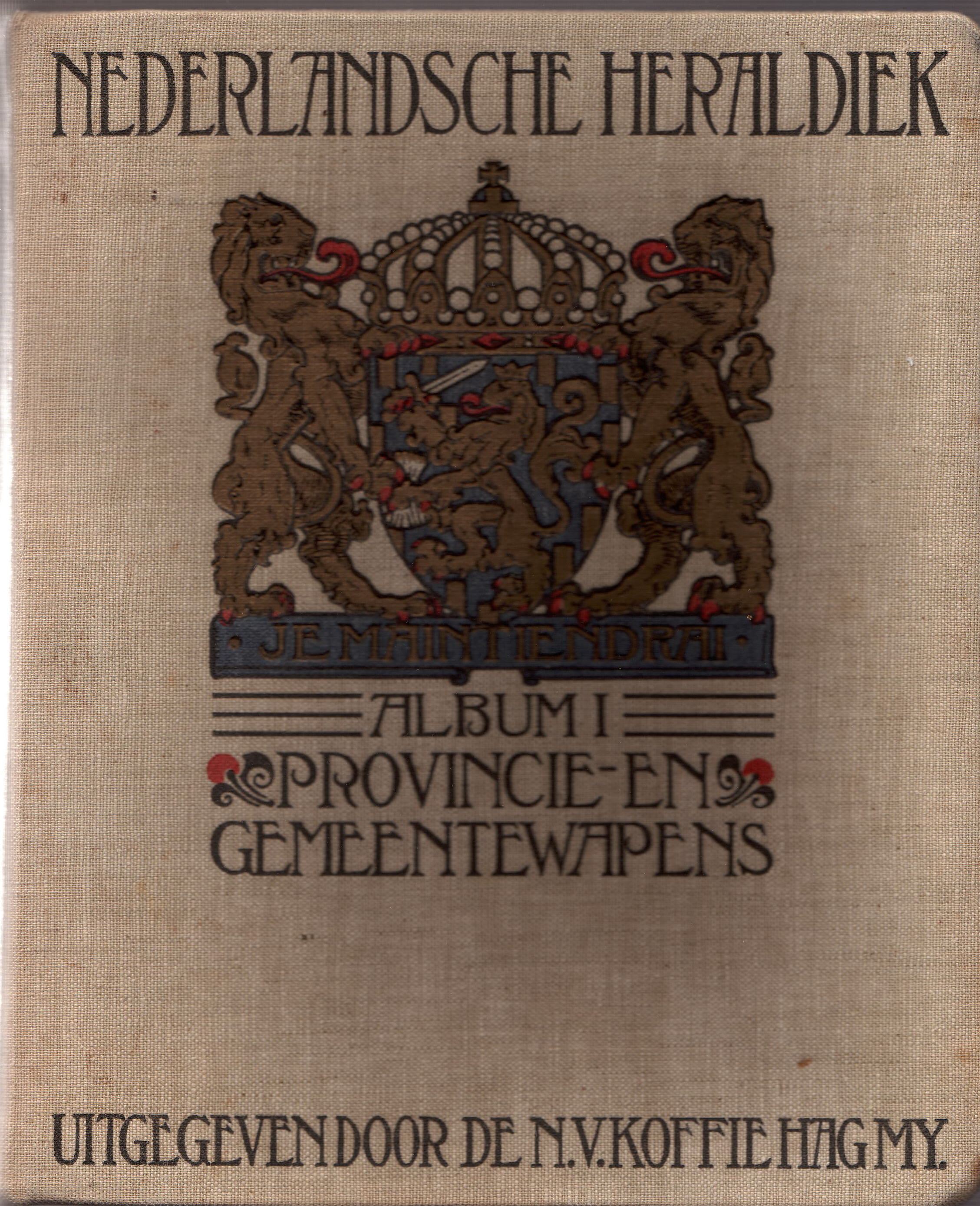
Eerste deel Nederlandsche heraldiek